# Jerzy Chmielnicki
Jerzy Chmielnicki herbu Abdank, zwany też Juraszko lub Chmielniczenko; ukr. Ю́рій Хмельни́цький (ur. 1641, zm. 1685) – hetman prawobrzeżnej Ukrainy w latach 1659–1663 i hetman z nadania sułtana Mehmeda IV w latach 1677–1681.

## Życiorys
Najmłodszy syn Bohdana, młodszy brat Tymofieja. Chory na epilepsję. Po śmierci ojca w 1657 jego opiekunem został Iwan Wyhowski.
Absolwent Kolegium Mohylańskiego w Kijowie. Został nobilitowany w 1659 roku w wykonaniu postanowień ugody hadziackiej.
Gdy przeciwko postanowieniom ugody hadziackiej wybuchło w 1659 roku (z inspiracji Rosji) powstanie Kozaków i miejscowego chłopstwa (tzw. czerni), które doprowadziło do odebrania hetmaństwa Wyhowskiemu, buławę po nim przyjął Jerzy Chmielnicki. Chmielnicki poddał się ponownie pod opiekę cara, anulując tym samym unię hadziacką, przeciągnął swoich zwolenników na stronę Moskwy i podpisał z Rosją drugą ugodę perejasławską, ograniczając drastycznie autonomię Hetmańszczyzny.
W 1660 roku  w ugodzie cudnowskiej ponownie podporządkował Ukrainę Rzeczypospolitej. Był otoczony wówczas w obozie pod Słobodyszczami przez Jerzego Sebastiana Lubomirskiego, zaś wojska rosyjskie dowodzone przez Wasyla Szeremietiewa zostały pokonane pod Cudnowem i złożyły broń przed armią polską. W 1663 zrzekł się godności hetmana i został mnichem o imieniu Gedeon.
Od lutego 1664 do stycznia 1665 Chmielnicki był więziony w twierdzy w Malborku  po wykryciu buntów kozackich na Zadnieprzu i prawobrzeżnej Ukrainie.
W 1676 w niewoli sułtana Mehmeda IV, który wyznaczył go w roku 1678 na hetmana prawobrzeżnej Ukrainy ze stolicą w Niemirowie. Po polsko-tureckim pokoju w Żurawnie wspomógł armię turecką Ibrahima Szejtana w wojnie rosyjsko-tureckiej. Po kończącym wojnę traktacie w Bachczysaraju w roku 1681  pozbawiony funkcji przez Turków, uznany na krótko w roku 1683 hetmanem przez Polaków, w roku 1685 pojmany ponownie przez Turków i za zdradę stracony (uduszony)  w Kamieńcu Podolskim, od 1672 znajdującym się pod panowaniem tureckim. Zmarł bezpotomnie.

## Literatura
- Енциклопедія українознавства, Lwów 1993, t. 10, s. 3605-3606
- Franciszek Gawroński Ostatni Chmielniczenko, zarys monograficzny Poznań 1919

## Literatura dodatkowa
- Miron Korduba: Chmielnicki Jerzy. W: Polski Słownik Biograficzny. T. 3: Brożek Jan – Chwalczewski Franciszek. Kraków: Polska Akademia Umiejętności – Skład Główny w Księgarniach Gebethnera i Wolffa, 1937, s. 334–336. Reprint: Zakład Narodowy im. Ossolińskich, Kraków 1989, ISBN 83-04-03291-0